# Rubber Soul
《Rubber Soul》는 영국의 록 밴드 비틀즈의 여섯 번째 정규 음반이다. 영국에서는 음반 미수록 더블 A 싱글 〈Day Tripper〉 / 〈We Can Work It Out〉과 함께 EMI 팔로폰 레이블에서 1965년 12월 3일에 발매되었다. 원래 북미 버전은 캐피탈 레코드에 의해 트랙이 다르게 선정되어 있다. 《Rubber Soul》는 높은 평가를 얻으면서 영국과 미국의 음반 차트에서 정상을 수주간 유지했다.
포크 록 음반으로 종종 정의내려지는 《Rubber Soul》은 팝, 솔, 포크 음악 스타일이 혼합되어 있다. 음반의 제목은 솔을 연주하는 영국계 음악인을 지칭하는 구어 "플라스틱 솔"에서 끌어온 것이다. 영국 버전의 《A Hard Day's Night》 이후, 자작곡으로 전곡을 채운 비틀즈의 두 번째 LP가 된다. 그들 경력에서 최초로, 밴드는 순회공연 책무에 연연할 필요 없이 지속적인 기간 동안 음반을 녹음할 수 있게 되었다. 수록곡들은 비틀즈의 상승하는 가사적 성숙함과, 뚜렷한 기타 톤과 하모늄, 시타르, 퍼즈 베이스 등의 새로운 악기 도입의 혼성을 보여주며, 그룹은 자신들 음악에 더욱 표현적인 음향과 편곡을 주려 노력했다. 프로젝트는, 비틀즈가 처음으로 음반을 예술 작품으로 받아들여 그 가능성을 탐사하였다는 점에 방점을 찍으며, 이 접근법은 이후 《Revolver》와 《Sgt. Pepper's Lonely Hearts Club Band》의 개발에서 지속되었다. 《Rubber Soul》의 북미 버전은 14개의 신곡 중 10곡만을 수록하고 있는데, 밴드의 음반 《Help!》에서 두 곡을 가져와 보충했다. 해당 4곡은 1966년 2월 싱글 〈Nowhere Man〉와 캐피틀에 의해 생략되어 북미 한정반 《Yesterday and Today》에 수록되어 발매된다.
《Rubber Soul》는 비틀즈 동시대의 아티스트에게 막대한 영향력을 발휘하여, 싱글을 재치고 일관된 고품질의 노래를 수록한 음반의 생산에 초점을 맞추는 데 널리 공헌했다. 음악 평론가에게 음반은 가사적 및 음악적 범주의 면에서 대중음악의 가능성을 열었으며, 사이키델릭 및 프로그레시브 록 따위 장르의 개발에 핵심 역할을 수행했다고 인식된다. 현재까지 비평가의 최우수 음반 명단에 자주 오르내리는 가운데 《롤링 스톤》의 경우 2012년 선정 "역대 가장 위대한 음반 500장"에 5위로 선정돼 있다. 1996년 RIAA에 의해 6× 플래티넘 인증을 받아 미국 내에서 최소 6백만 장이 판매되었음을 시사한다. 2013년 영국 축음기 협회가 판매량 등급 규정을 변경함에 따라 플래티넘 인증을 받았다.

## 배경
《Rubber Soul》의 수록곡들은 대부분 1965년 8월 북미 투어 이후 비틀즈가 런던으로 돌아온 직후에 작곡되었다. 앨범은 미국에서의 한 달간의 영향력을 반영한다. 8월 15일 세어 스타디움에서 55,000명이 넘는 관객이 수용됐을 때 새로운 수용 기록을 세우는 것 외에도 밴드는 뉴욕의 밥 딜런과 로스 앤젤리스의 오랜 영웅 엘비스 프레슬리를 만날 수 있었다. 비틀즈가 《Help!》 앨범을 발표했음에도 불구하고 같은 달 크리스마스를 위한 새로운 앨범에 대한 요구 사항은 1963년 브라이언 엡스타인과 조지 마틴에 의해 수립된 일정과 일치했다.
새로운 노래에서 비틀즈는 (아프리카계) 미국 흑인(의) 솔 음악에서 영감을 얻었다. 특히 모타운과 스탁스 레코드 레이블에 서명한 행동에 따라 여름에 미국 라디오에서 들었던 싱글, 밥 딜런과 버즈의 현대 민속 음악에서 영감을 얻었다. 작가 로버트 로드리게즈는 버즈가 "영국으로부터 뭔가를 가져와서 미국에서 그것을 추가해서 보낸 행동으로 특별 주의사항"을 달성한 것으로 강조했다.

## 곡 목록
특별한 언급이 없는 한 모든 곡들은 레논-매카트니 작곡이다.

미국반에서는 "Drive My Car", "Nowere Man", "What Goes On", "If I Needed Someone"이 들어가 있지 않고 "I've Just Seen A Face"와 "It's Only Love"가 들어가 총 12곡으로 발매되었다
| #  | 제목                                     | 보컬                 | 재생 시간 |
| -- | ---------------------------------------- | -------------------- | --------- |
| 1. | 〈Drive My Car〉                         | 매카트니,레논        | 2:25      |
| 2. | 〈Norwegian Wood (This Bird Has Flown)〉 | 레논                 | 2:01      |
| 3. | 〈You Won't See Me〉                     | 매카트니             | 3:18      |
| 4. | 〈Nowhere Man〉                          | 레논,매카트니,해리슨 | 2:40      |
| 5. | 〈Think for Yourself〉 (조지 해리슨)     | 해리슨               | 2:16      |
| 6. | 〈The Word〉                             | 레논,매카트니,해리슨 | 2:41      |
| 7. | 〈Michelle〉                             | 매카트니             | 2:40      |

| #  | 제목                                             | 보컬          | 재생 시간 |
| -- | ------------------------------------------------ | ------------- | --------- |
| 1. | 〈What Goes On〉 (존 레논-폴 매카트니-링고 스타) | 스타          | 2:47      |
| 2. | 〈Girl〉                                         | 레논          | 2:30      |
| 3. | 〈I'm Looking Through You〉                      | 매카트니      | 2:23      |
| 4. | 〈In My Life〉                                   | 레논,매카트니 | 2:24      |
| 5. | 〈Wait〉                                         | 레논,매카트니 | 2:12      |
| 6. | 〈If I Needed Someone〉 (해리슨)                 | 해리슨        | 2:20      |
| 7. | 〈Run for Your Life〉                            | 레논          | 2:18      |

## 참여 인원
비틀즈
- 존 레논 – 리드, 하모니 그리고 백킹 보컬; 리듬, 어쿠스틱, 그리고 리드[9] 기타; "Think For Yourself"의 오르간; 탬버린[10]
- 폴 매카트니 – 리드, 하모니, 그리고 백킹 보컬; 베이스, 어쿠스틱, 그리고 리드 기타; 피아노; 마라카스[11]
- 조지 해리슨 – 리드, 하모니, 그리고 백킹 보컬; 리드, 리듬, 그리고 어쿠스틱 기타; "Norwegian Wood"의 시타르; 마라카스,[11] 탬버린[12]
- 링고 스타 – 드럼, 탬버린, 마라카스, 카우벨, 종, 심벌즈; "I'm Looking Through You"의 해먼드 오르간; "What Goes On"의 리드 보컬

제작 및 추가 음악가
- 조지 마틴 – 제작, 믹싱; "In My Life"의 피아노, "The Word"와 "If I Needed Someone"의 하르모니움
- 멀 에반스 – "You Won't See Me"의 해먼드 오르간
- 노먼 스미스 – 엔지니어링, 믹싱
- 로버트 프리먼 – 사진